# Едіт ван Дейк
Едіт ван Дейк (нід. Edith van Dijk, 6 квітня 1973) — нідерландська плавчиня.
Учасниця Олімпійських Ігор 2008 року.